# 이지선 (가수)
이지선은 대한민국의 가수이다.

## 데뷔
- 2009년 1집 앨범 '할 수만 있다면'

## 음반
- 2009년 할 수만 있다면